# Citi Open 2016
Il Citi Open 2016 è stato un torneo di tennis giocato sul cemento a College Park presso Washington dal 18 al 24 luglio 2016. È stata la 48ª edizione del torneo maschile, che fa parte della categoria ATP Tour 500 nell'ambito dell'ATP World Tour 2016 e la sesta edizione del torneo femminile, che fa parte della categoria International nell'ambito del WTA Tour 2016.

## Partecipanti ATP

### Teste di serie
| Nazionalità | Giocatore            | Ranking* | Testa di serie |
| ----------- | -------------------- | -------- | -------------- |
| Stati Uniti | John Isner           | 16       | 1              |
| Francia     | Gaël Monfils         | 17       | 2              |
| Australia   | Bernard Tomić        | 19       | 3              |
| Francia     | Benoît Paire         | 23       | 4              |
| Stati Uniti | Steve Johnson        | 25       | 5              |
| Stati Uniti | Jack Sock            | 26       | 6              |
| Germania    | Alexander Zverev     | 27       | 7              |
| Stati Uniti | Sam Querrey          | 29       | 8              |
| Sudafrica   | Kevin Anderson       | 31       | 9              |
| Serbia      | Viktor Troicki       | 32       | 10             |
| Ucraina     | Aleksandr Dolhopolov | 33       | 11             |
| Bulgaria    | Grigor Dimitrov      | 37       | 12             |
| Croazia     | Ivo Karlović         | 38       | 13             |
| Lussemburgo | Gilles Müller        | 39       | 14             |
| Cipro       | Marcos Baghdatis     | 43       | 15             |
| Croazia     | Borna Ćorić          | 54       | 16             |

* Ranking all'11 luglio 2016.

### Altri partecipanti
I seguenti giocatori hanno ricevuto una Wild card:
- Reilly Opelka
- Denis Shapovalov
- Frances Tiafoe
- Alexander Zverev

Il seguente giocatore è entrato in tabellone con il ranking protetto:
- Brian Baker

I seguenti giocatori sono passati dalle qualificazioni:

- James Duckworth
- Jared Donaldson
- Ernesto Escobedo
- Ryan Harrison
- Alex Kuznetsov
- Vincent Millot

## Partecipanti WTA

### Teste di serie
| Nazionalità | Giocatrice          | Ranking* | Testa di serie |
| ----------- | ------------------- | -------- | -------------- |
| Australia   | Samantha Stosur     | 14       | 1              |
| Stati Uniti | Sloane Stephens     | 23       | 2              |
| Porto Rico  | Mónica Puig         | 33       | 3              |
| Francia     | Kristina Mladenovic | 34       | 4              |
| Canada      | Eugenie Bouchard    | 40       | 5              |
| Kazakistan  | Julija Putinceva    | 42       | 6              |
| Belgio      | Yanina Wickmayer    | 46       | 7              |
| Romania     | Monica Niculescu    | 53       | 8              |

* Ranking all'11 luglio 2016.

### Altre partecipanti
Le seguenti giocatrici hanno ricevuto una Wild card:
- Françoise Abanda
- Usue Maitane Arconada
- Samantha Crawford
- Jessica Pegula

La seguente giocatrice è entrata in tabellone con il ranking protetto:
- Aleksandra Wozniak

Le seguenti giocatrici sono passate dalle qualificazioni:

- Lauren Albanese
- Varvara Flink
- Alla Kudrjavceva
- Zhu Lin

La seguente giocatrice è entrata in tabellone come Lucky loser:
- Hiroko Kuwata

## Campioni

### Singolare maschile
Gaël Monfils ha sconfitto in finale  Ivo Karlović con il punteggio di 5-7, 7–6(6), 6-4.
- È il sesto titolo in carriera per Monfils, primo della stagione.

### Singolare femminile
Yanina Wickmayer ha sconfitto in finale  Lauren Davis con il punteggio di 6-4, 6-2.
- È il quinto titolo in carriera per la Wickmayer, primo della stagione.

### Doppio maschile
Daniel Nestor /  Édouard Roger-Vasselin hanno sconfitto in finale  Łukasz Kubot /  Alexander Peya con il punteggio di 7–6(3), 7–6(4).

### Doppio femminile
Monica Niculescu /  Yanina Wickmayer hanno sconfitto in finale  Shūko Aoyama /  Risa Ozaki con il punteggio di 6-4, 6-3.